# インターネット・エスセティック
インターネット・エスセティック（ Internet aesthetic、単にエスセティックとも呼ばれる）は視覚芸術における様式を指す言葉。広義では、いくつかの特徴によって定義づけられる美意識のこと。また、ファッションや音楽などのサブカルチャーを伴うことが多い。2010年代から2020年代にかけて、SNSにおいて人気を集めている。一般的に名詞または形容詞として使用される。

## 定義
インターネット・エスセティックは、視覚的な特徴によって識別される。ヴォーグ誌のサラ・スペリングスはこう述べている、
"エスセティック "という言葉は、学術的な言葉や芸術家や作家が用いる言葉から、私たちのアイデンティティを分類するための言葉へと変化してきた。個人的なスタイルという意味もあれば、漠然とした美の代名詞という意味もある。 
アトランティック誌のケイトリン・ティファニーはこう述べている、
現在は、エスセティックという言葉は学術的な起源からは完全に切り離されている。何年も前にTumblrの利用者が流行らせたが、多くのティーンエイジャーはエスセティックを万能な形容詞として使っている。「それはすごくエスセティックだ」という文は、「それはとても視覚的に好ましい」の略語だ。より広範なインターネット用語としては、記号の集合、より正確には "雰囲気 "を意味する。
ワシントン・ポスト紙によれば、エスセティックの多くには接尾辞が使われており、例えば-coreはハードコア（hardcore）に由来するという。

## 歴史
ダーク・アカデミア（Dark Academia）、コテージコア（Cottagecore）、アート・ホー（Art Hoe）、コケット（Coquette）およびニンフェット（Nymphet）、ウィアードコア（Weirdcore）など、多くのインターネット・エスセティックがTumblrで生まれている。 
エスセティックス・ウィキ（Aesthetics Wiki）は、ファンダム上にあるウィキで、エスセティックに関する情報の大規模なデータベースとしてしばしば引用される。アトランティック誌によると、このウィキは2020年度にアクセスが9974％増加した。
2022年7月、ヴォーグ誌のサラ・スペリングスは、「具体的で細分化されたエスセティックの台頭」が見られると述べた。

## 主な例

### ソフト・グランジ/2014Tumblrガール
2010年代初頭にはソフト・グランジと呼ばれていた「2014Tumblrガール」エスセティックは、2020年代初頭にTikTokのユーザーを中心に、ノスタルジックな意味合いで人気が再燃した。具体例として、ラナ・デル・レイ、マリーナ・アンド・ザ・ダイアモンズ、The 1975、アークティック・モンキーズなどのアーティストの音楽やグランジ風ファッションが含まれる。

### ヴェイパーウェイヴ

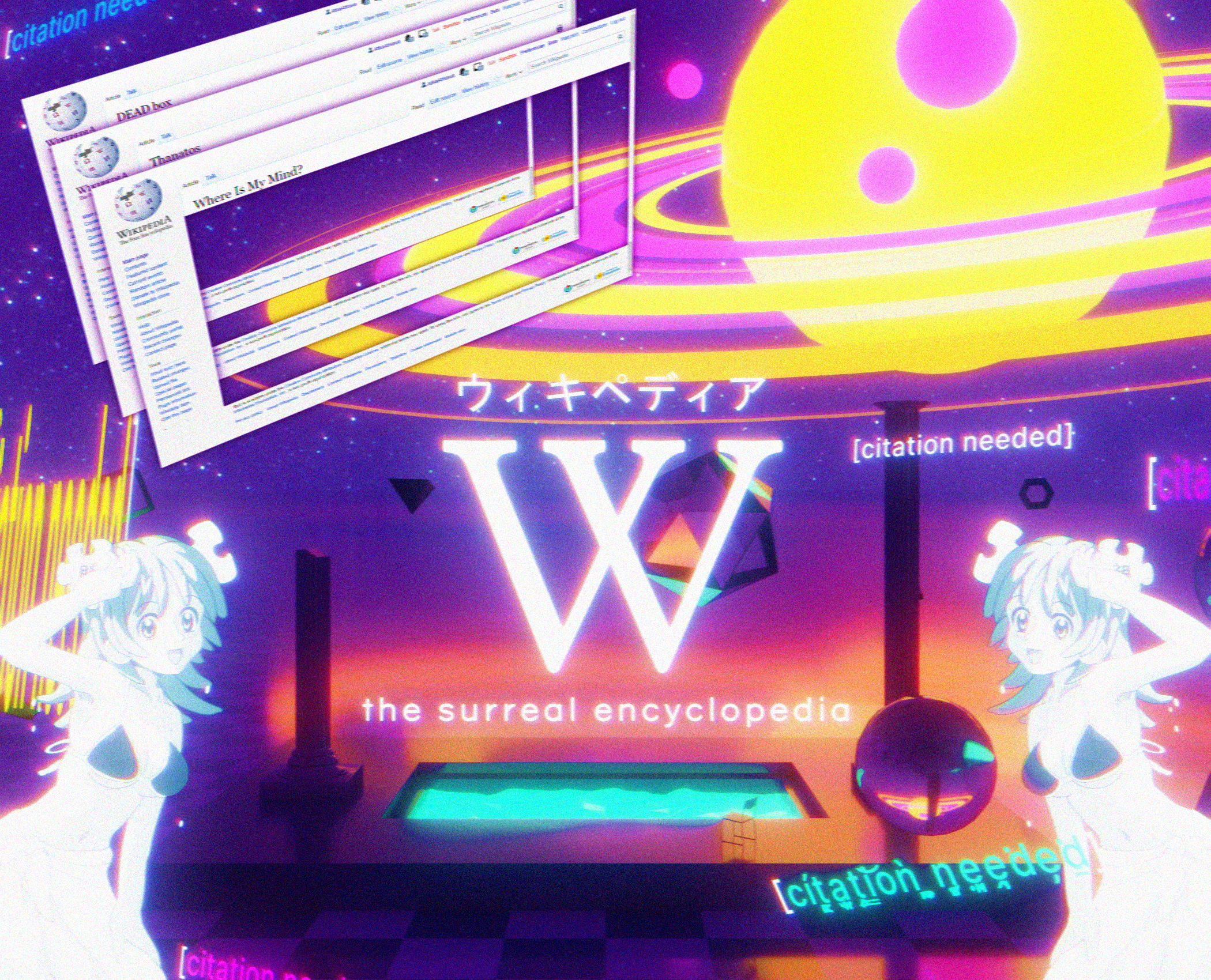
ヴェイパーウェイヴの一例

ヴェイパーウェイヴは、2010年代初頭に登場した電子音楽、視覚芸術の様式、ミームを含むエスセティックである。1980年代から1990年代にかけてのスムーズジャズ、エレベーター、R&B、ラウンジ・ミュージックを減速し、チョップド・アンド・スクリュードという手法でサンプリングを行う。ヴェイパーウェイヴに付随するサブカルチャーは、消費資本主義や大衆文化への風刺を伴うこともあり、過去数十年間の大衆娯楽、テクノロジー、広告とのノスタルジックでシュールな関わりを特徴とする。視覚的には、初期のインターネット上の画像、1990年代後半のウェブデザイン、グリッチアート、アニメ、3Dレンダリングされたオブジェクト、サイバーパンクのモチーフをカバーアートやミュージックビデオに取り入れている。

### ダーク・アカデミア

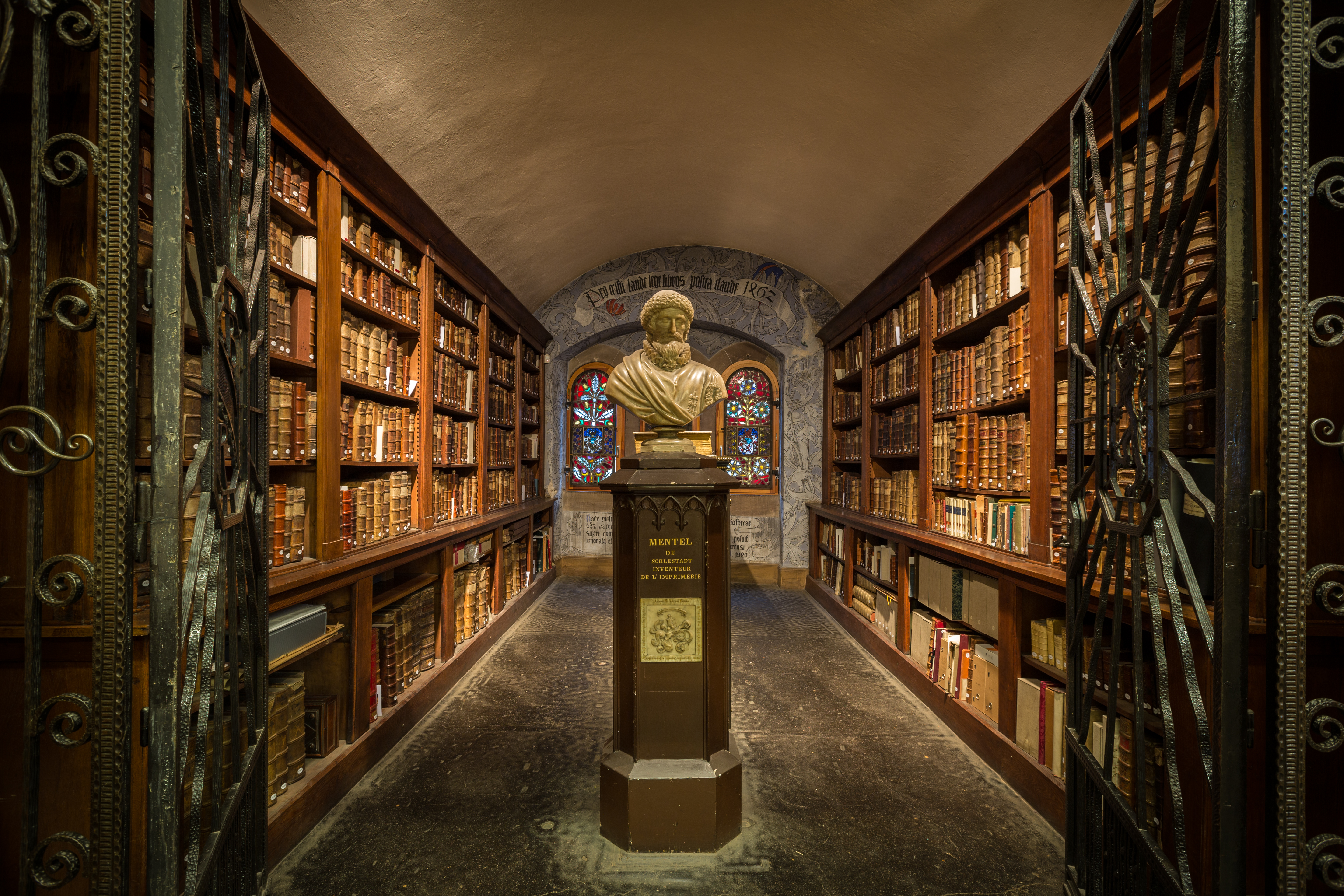
ダーク・アカデミアに関連する建築

ダーク・アカデミア（Dark Academia）とは高等教育、特にイギリスにおける19世紀から20世紀初頭にかけての高等教育、そして大学ゴシック建築に焦点を当てたダークな色調を中心としたエスセティックである。The Insiderによると、このエスセティックは2014年にTumblrで広まり、その後2020年のコロナウイルスの流行期に、主にTikTokとInstagram上で広まった。

### ネオ・ヴィクトリアニズム

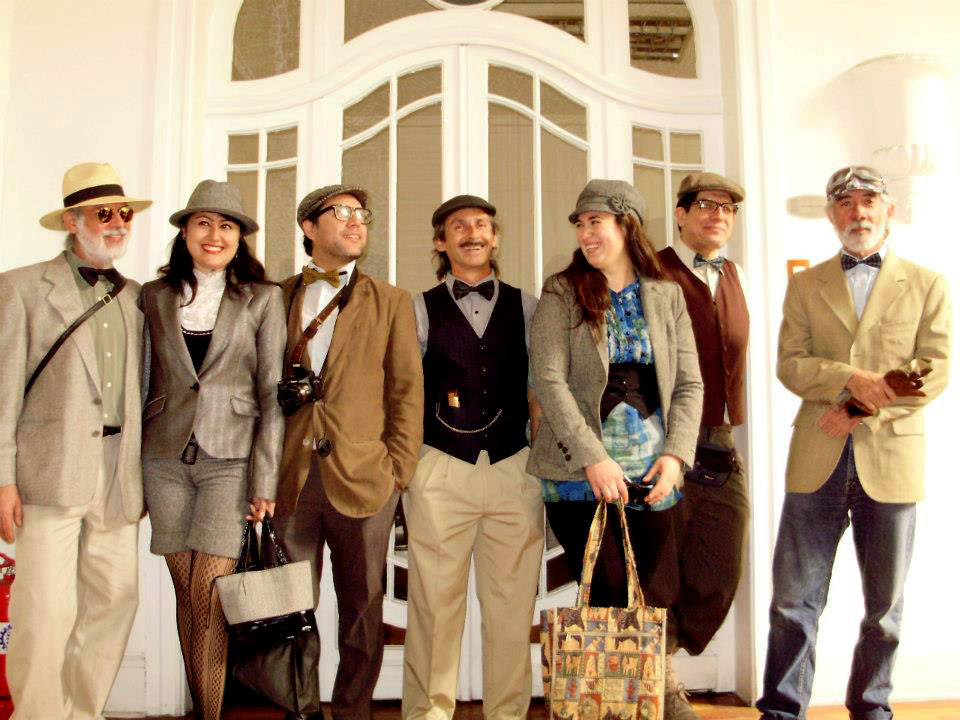
ネオ・ヴィクトリア朝の衣装をまとった人々

ネオ・ヴィクトリアニズムとは、ヴィクトリア朝時代へのノスタルジーを特徴とするエスセティックであり、一般的には1990年代から2010年代にかけてのヒップスター文化の文脈にある。また、接頭尾に「ネオ」がつく他の様式（新保守主義、新自由主義など）にもなぞらえられるが、それらは単に過去を振り返るだけでなく、より多様で複雑な方法で過去を繰り返し、再生する。この特徴が、ネオ・ヴィクトリアン・アートを決定的に定義することを難しくしている。

### リミナル・スペース

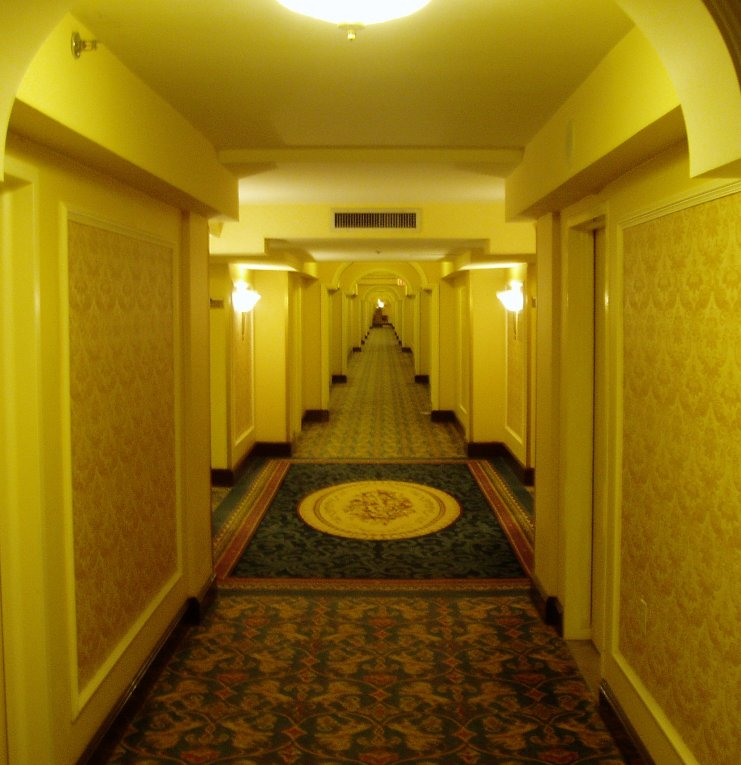
リミナル・スペースの一例、誰もいないホテルの廊下

リミナル・スペースは、不気味で寂しげな、非現実的に見える空っぽの空間や廃墟となった場所を描くエスセティックである。リミナル・スペースは、移動を目的とした場所であったり、ノスタルジックな魅力を持つ場所であったりする。Journal of Environmental Psychology誌の研究によると、リミナル・スペースは不気味の谷現象を引き起こすため、不気味または奇妙に見えることがあると主張している。このエスセティックは2019年に4chanに投稿された「The Backrooms」と呼ばれるリミナル・スペースを描いた投稿が流行したことで人気を博した。それ以来、Reddit、Twitter、TikTokなどのインターネット上でリミナル・スペースの画像が投稿されている。

### コテージコア

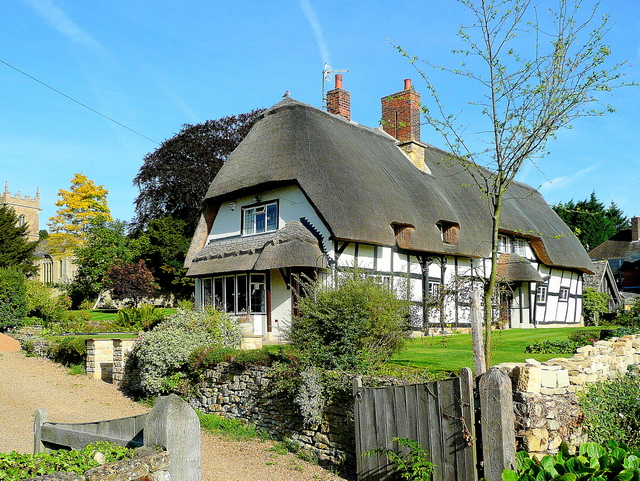
コテージコアに関連する建築

コテージコア（Cottagecore）は、田舎暮らしを讃美するエスセティックであり、伝統的な田舎の服装、インテリアデザイン、お菓子作りや陶芸といった手芸を中心とする。この美学を表す言葉は、2018年にTumblrで作られた。このエスセティックは、2020年の新型コロナウイルスの流行の際に流行した。パンデミックに伴って若者が直面した経済的な困難や持続可能性を重視する傾向がこのエスセティックの重要な原動力となった可能性が指摘されている。

### ゴブリンコア

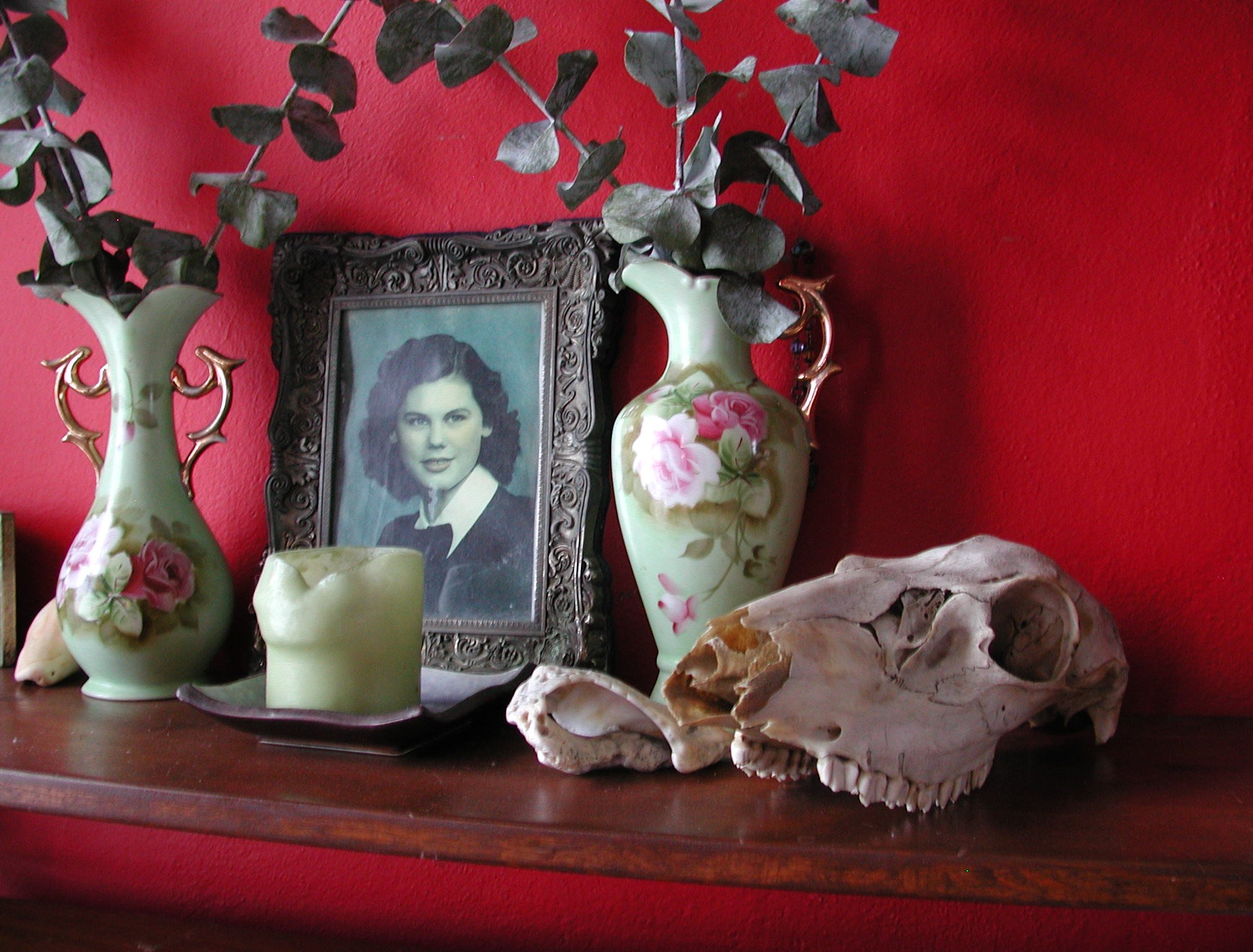
ゴブリンコアに関連する植物、動物の骨、中古のオブジェ

ゴブリンコアは、ゴブリンの民話に着想を得たエスセティックであり、土や動物、中古品など、従来の常識では美しくないとされる自然の生態系を賛美することを中心としている。また、民間伝承のゴブリンと同様に、銀食器や小さな宝石、コインと言った光り輝くものを収集することも特徴の一つである。このサブカルチャーは、最大主義や逃避主義と結びついていると言われる。ゴブリンコアは2010年代後半にオンラインコミュニティ、特にTumblrとTikTokで表面化したと考えられており、アマンダ・ブレナンは、"2019年春に盛り上がり始め、パンデミック中に人々が偶然見つけたことから2020年に本格化した "と述べている。

### フェアリーコア
フェアリーコアは妖精にまつわるイメージやファッションに焦点を当てたエスセティックである。ゴブリンコアやコテージコアとも結びついている。ファッション・マガジンのナタリー・ミッチーはフェアリーコアについて、「かすんだパステルカラーのパレットと、シルク、かぎ針編み、チュールなどの型にはまらない生地を組み合わせて、膨らみのあるシルエットを作ることが多い。目標は、文字通り、妖精のように見えること」と述べている。
ティーン・ヴォーグ誌によると、フェアリーコアの派生であるグランジ・フェアリーコア（フェアリー・グランジ）は、中間色、アースカラー、ダークな色調、そして「ペザントスカート、レース、破れたタイツ、リボン、ニットセーター、レッグウォーマー、コルセット」を中心に、ストラップ付きの羽や尖った耳をつける場合もある。服は一般的に古着である。

### VSCOガール
VSCOガールまたはVSCOキッズは、2019年半ばから後半にかけて10代の若者の間で流行したエスセティックである。写真アプリ「VSCO」にちなんで名付けられたVSCOガールズは、オーバーサイズのTシャツ、スウェットやセーター、フェールラーベンKANKEN、シュシュ、ハイドロ・フラスク、クロックス、Pura Vidaのブレスレット、インスタントカメラ、Carmex、金属製のストロー、フレンドシップ・ブレスレット、ビルケンシュトックのサンダル、貝殻を用いたネックレス、その他ビーチに関連するファッションを着用することが特徴。環境主義、特にウミガメの保護への関心の高さもVSCOカルチャーの一部とされている。

### Eキッド
EガールとEボーイは2019年にTikTokで人気を博したエスセティックである。エモ、シーン、モール・ゴスなどのサブカルチャーにおけるファッションと、日本のストリートファッションやK-popファッションと組み合わせた物である。ビジネス・インサイダーによると、この用語は性別を特定するものではなく、2つの別々のファッションスタイルを指すもので、「Eボーイは儚げな雰囲気を纏い、スケートカルチャーを取り入れる一方で、Eガールは可愛らしく一見純粋に見える」と述べている。

### キッドコア/インディー・キッド
キッドコアは、1990年代後半から2000年代を彷彿とさせる明るい色彩が中心のエスセティックである。2010年代半ば頃にTumblrで流行した。2020年には、TiktokとInstagramがその人気を急上昇させた。キッドコアは、過度に彩度の高い写真と「ハーフトップ、ワイドパンツ、タータンのテニススカート、ぴったりしたトップス、ポロシャツ、厚底のブーツやスニーカー、そしてスケートブランド全般」が特徴。また、モンスターエナジーが定番とされている。2000年代や2010年代初頭のヒップスター・サブカルチャーとは異なり、キッドコアは1990年代後半から2000年代にかけての日本のサブカルチャーやベッドルーム・ポップ、スケーター・ファッション、エナジードリンク文化、ハイパー・ポップから着想を得た、より子供っぽいスタイルが好まれる。

### フルティガー・エアロ

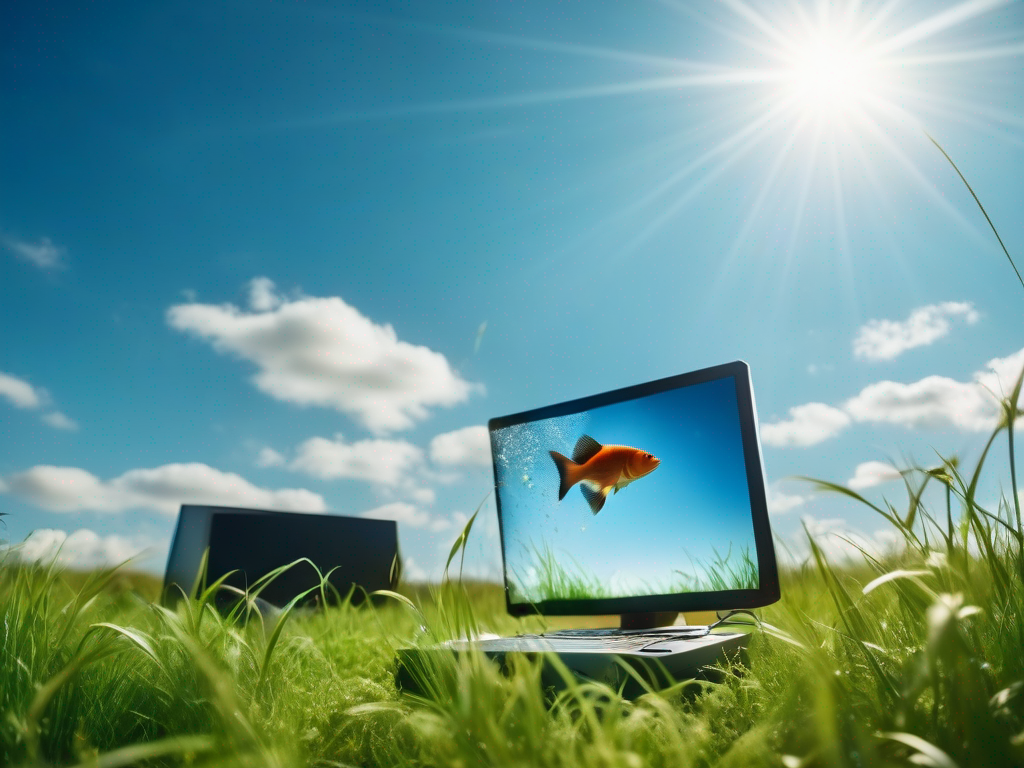
フルティガー・エアロの一例

フルティガー・エアロ（Frutiger Aero）とは、およそ2004年から2013年までの間に流行したWindows AeroやAquaなどをベースとしたエスセティックとUI/UXデザインのトレンドである。この言葉は2017年にAeroとFrutigerの二つの書体の合成語として作られた。光沢、CGIレンダリング、自然（植物や海、熱帯魚、水滴など）のモチーフとテクノロジーのモチーフを一緒に並べた画面、透明性、自然の象徴主義、ボケ写真、スキューモーフィズムといった要素に特徴付けられる。

## 批判
2021年5月に、TikTokの一部のユーザーが、日本文化をエスセティックと呼ぶ人々、特に「ジャパンコア」や「カワイイコア」という言葉を使う人々を嘲笑する意図で、「アメリコア」という風刺的なエスセティックを始めた。一例として、アメリカのスーパーマーケットチェーンであるウォルマートに行く動画を投稿し、日本の食料品店に行って動画を撮影する人々を風刺した。Viceの文化評論家はジャパンコアについて、「特定の文化に属さない人々にとってのその文化の姿を讃美するものであり、アジアの文化が博物館の展示物のように扱われており、アジア人のためのものでは全くない」と述べている。マッシャブルのモーガン・サンは、アメリカコアを「逆オリエンタリズムの極致」と称賛した。対照的に、ニューヨーカー誌のカイル・チャイカは、「無知な白人を揶揄することは、アメリカの白人文化を新鮮に感じる人々の経験を嘲笑することになる」と述べている。
また、ダーク・アカデミアはヨーロッパ中心主義的であるという批判も挙げられている。BossyのAseel Sahibは、「他の多くのエスセティックと同様に、ダーク・アカデミアは多様性に欠け、本質的にヨーロッパ中心主義である」と述べている。Refinery29のアマル・アブディは、「コテージコアと同様に、ダーク・アカデミアもその権威主義とヨーロッパ中心主義を批判されてきたが、サブカルチャー全体が西洋文学の正典という歴史的な白人の美学に身を捧げている以上、それは予期されることだ」と述べながらも、「ダーク・アカデミアは自由で開放的な創造性のための空間を提供することができる」とも述べている。